# 207th Street (métro de New York)
Ne doit pas être confondu avec Inwood – 207th Street (métro de New York).
 207th Street est une station, établie en aérien, de la ligne d'infrastructure IRT Broadway-Seventh Avenue du métro de New York. Elle est située aux West 207th Street & 10th Avenue, sur le quartier Inwood, dans l'arrondissement de Manhattan, de la ville de New York aux États-Unis.

## Histoire
La station 207th Street est achevée en 1906. Étant située dans un quartier avec une faible densité de population, la compagnie repousse son ouverture au 1er avril 1907.